# Te di mi vida entera
Te Di Mi Vida Entera, es la segunda balada clásica elegida por Coral para este álbum. En un principio se puso bastantes reparos a la letra, ya que en un principio no gustaba la frase "hasta que la muerte nos separe", al final no se censuró ninguna parte de ella. Es la canción que menos ha cambiado desde el primer demo hasta el resultado final que aparece en el disco. 

## Anécdotas del tema
El arreglo de esta canción fue otro de los retos para este disco, su producción está basada entre el drum&bass decelerado, el barroco, y el new age. Se agregaron mil capas de sonido para darle a la canción esa atmósfera tan particular. En los estribillos, el músico Javier Portugués agregó unas pistas de percusión vocal, que posteriormente filtradas y resampleadas le dan ese tono semi-acuático a las bases. 
En un principio la intro era mucho más larga, pero se decidió acortarla, pues restaba dramatismo a la canción. Los violines son programados, y fue todo un curre que sonasen tan realistas. El contrapunto se lo da un oboe, también programado. 
Los coros al final son sintéticos y están generados por un Mellotron, el clásico de Emulator. Las otras voces corales que se oyen a lo largo del tema están generadas por el Trinty de Korg. Las percusiones son casi todas del Orbit, excepto en el final, donde se incluyó una pista de ambiente de batería real que se grabó para otra canción que al final no salió. 
Es una canción con un tema comprometido que trajo más de un problema con la gente de la discográfica, pero que al final se resolvió.
- Datos: Q6139437